# Cerchiamo te: missione lavoro
Cerchiamo te: missione lavoro è un programma televisivo italiano in onda su Rai 2 dal 2024, ideato da Settimio Colangelo e Adriana Volpe. Il programma è condotto da Adriana Volpe.

## Il programma
In ogni puntata del programma viene presentata una realtà imprenditoriale in cerca di una figura da implementare nel proprio organico. In base alla necessità dell'azienda, una volta selezionati, i partecipanti vengono intervistati per conoscere la loro storia, il loro passato lavorativo e i loro sogni. I candidati selezionati saranno formati da un coach di lunga esperienza, Leonardo Leone, affinché possano presentarsi al meglio al colloquio di lavoro evitando gli errori che si fanno comunemente. Una volta formati, i candidati si presenteranno in azienda, faranno un colloquio e si sottoporranno a uno o più giorni di prova. Tutti i candidati alla fine di questo percorso riceveranno dal titolare dell'azienda una chiave, ma soltanto una aprirà la porta dell'attività e permetterà al vincitore di firmare il contratto di lavoro. Il programma è realizzato in maniera itinerante, valorizzando il territorio in ogni città che si effettuano le riprese. 

## Edizioni
| Edizione | Periodo         | Periodo         | Puntate | Conduzione    | Regia                                         | Rete  |
| Edizione | Inizio          | Fine            | Puntate | Conduzione    | Regia                                         | Rete  |
| -------- | --------------- | --------------- | ------- | ------------- | --------------------------------------------- | ----- |
| 1ª       | 13 gennaio 2024 | 20 gennaio 2024 | 2       | Adriana Volpe | Mario Maellaro                                | Rai 2 |
| 2ª       | 27 aprile 2024  | 29 giugno 2024  | 8       | Adriana Volpe | Marco Tursi, Tommaso Lusena, Davide Marchione | Rai 2 |

## Puntate e ascolti

### Prima edizione
| Puntata | Messa in onda   | Azienda     | Settore                | Telespettatori | Share |
| ------- | --------------- | ----------- | ---------------------- | -------------- | ----- |
| 1       | 13 gennaio 2024 | Star Italia | Ristrutturazione bagni | 220 000        | 3,90% |
| 2       | 20 gennaio 2024 | De Fonseca  | Calzature              | 246 000        | 4,23% |

### Seconda edizione
| Puntata | Messa in onda  | Azienda                  | Settore              | Telespettatori | Share |
| ------- | -------------- | ------------------------ | -------------------- | -------------- | ----- |
| 1       | 27 aprile 2024 | CNA                      | Servizi alle imprese | N.D.           | N.D.  |
| 2       | 4 maggio 2024  | Melinda                  | Alimentare           | 228 000        | 3,91% |
| 3       | 18 maggio 2024 | BMC                      | Motori               | 186 000        | 3,48% |
| 4       | 25 maggio 2024 | Arredissima              | Arredamento          | 187 000        | 3%    |
| 5       | 1º giugno 2024 | Domenico Cugliari Italia | Arredamento          | 158 000        | 3%    |
| 6       | 15 giugno 2024 | Amen                     | Oreficeria           | 99 000         | 1,9%  |
| 7       | 22 giugno 2024 | Bacco                    | Alimentare           | 196 000        | 3,7%  |
| 8       | 29 giugno 2024 | San Benedetto            | Alimentare           | 185 000        | 3,2%  |